# زاویه پل مغزی
زاویه پل مغزی یا زاویه مخچه–پل مغزی (به انگلیسی: Cerebellopontine angle) که برخی از جراحان و متخصصان مغز و اعصاب در ایران به آن «سی‌پی اَنْـگِـل» هم می‌گویند، ناحیه‌ای از مغز است که میان مخچه و پل مغز قرار گرفته و حفرهٔ مخچه‌ای–پل مغزی (cerebellopontine angle cistern) در آن واقع شده است. در این مکان، شماری از اختلالات مغز و اعصاب رخ می‌دهد.

## اهمیت بالینی
تومورهایی ممکن است در زاویه مخچه–پل مغزی ایجاد شوند. چهار تومور از هر پنج مورد از این تومورها، معمولاً نوروم آکوستیک هستند.
سایر بیماری‌ها عبارتند از:
- کیست آراکنوئید
- تومور عصب چهره‌ای
- لیپوم
- مننژیوما
- شوانومای سایر اعصاب مغزی (پنجم، هفتم، نهم، دهم و یازدهم)
- متاستازهای سایر تومورهای بدن
- کیست اپیدرموئید داخل جمجمه‌ای